# Клајнблитерсдорф
Клајнблитерсдорф (њем. Kleinblittersdorf) општина је у њемачкој савезној држави Сарланд. Посједује регионалну шифру (AGS) 10041514.

## Географски и демографски подаци
Општина се налази на надморској висини од 197–342 метра. Површина општине износи 27,3 km². У самом мјесту је, према процјени из 2010. године, живјело 12.535 становника. Просјечна густина становништва износи 459 становника/km².

## Међународна сарадња
| Мјесто | Држава    | Врста сарадње | Од    |
| ------ | --------- | ------------- | ----- |
|        | Француска | партнерство   | 1981. |
|        | Француска | партнерство   | 1968. |
| Извор  |           |               |       |